# Потамон
Потамон (2 — пол. I ст. н. э.) — один из последних значительных философов эпохи эллинизма, представитель эклектизма.

## Биография
Жил и работал в г. Александрия (Египет) во времена последних царей из династии Лагидов — Птолемея XII Авлета и Клеопатры VII. Он создал философскую школу, которая сочетала идеи и мнения Платона, Аристотеля, а также всех других значительных философов. Учитывая это, школа Потамона получила название эклектической. Это были последние попытки сформировать философские идеи во времена окончания периода эллинизма.
Потамон также известен своими комментариями к труду Платона — «Республика».